# Fiat Idea
Fiat Idea — субкомпактвен, що виготовлявся італійським автовиробником Fiat з 2003 по 2016 рік. Автомобіль збудований на платформі Project 188, яка також використовується на другому поколінні Fiat Punto. Автомобіль більш практичний, ніж інші, тому що має розсувні та складні сидіння. У 2006 році відбувся фейсліфтінг, що торкнулася решітки радіатора (тепер вона стала хромованою), інтер'єр, який отримав темніші кольори обробки та передні індикатори повороту, перестали бути помаранчевими.
Всього виготовлено 204.404 автомобілів в Італії та понад 250.000 автомобілів в Бразилії. На заміну автомобілю прийшов Fiat 500L.

## Дизайн

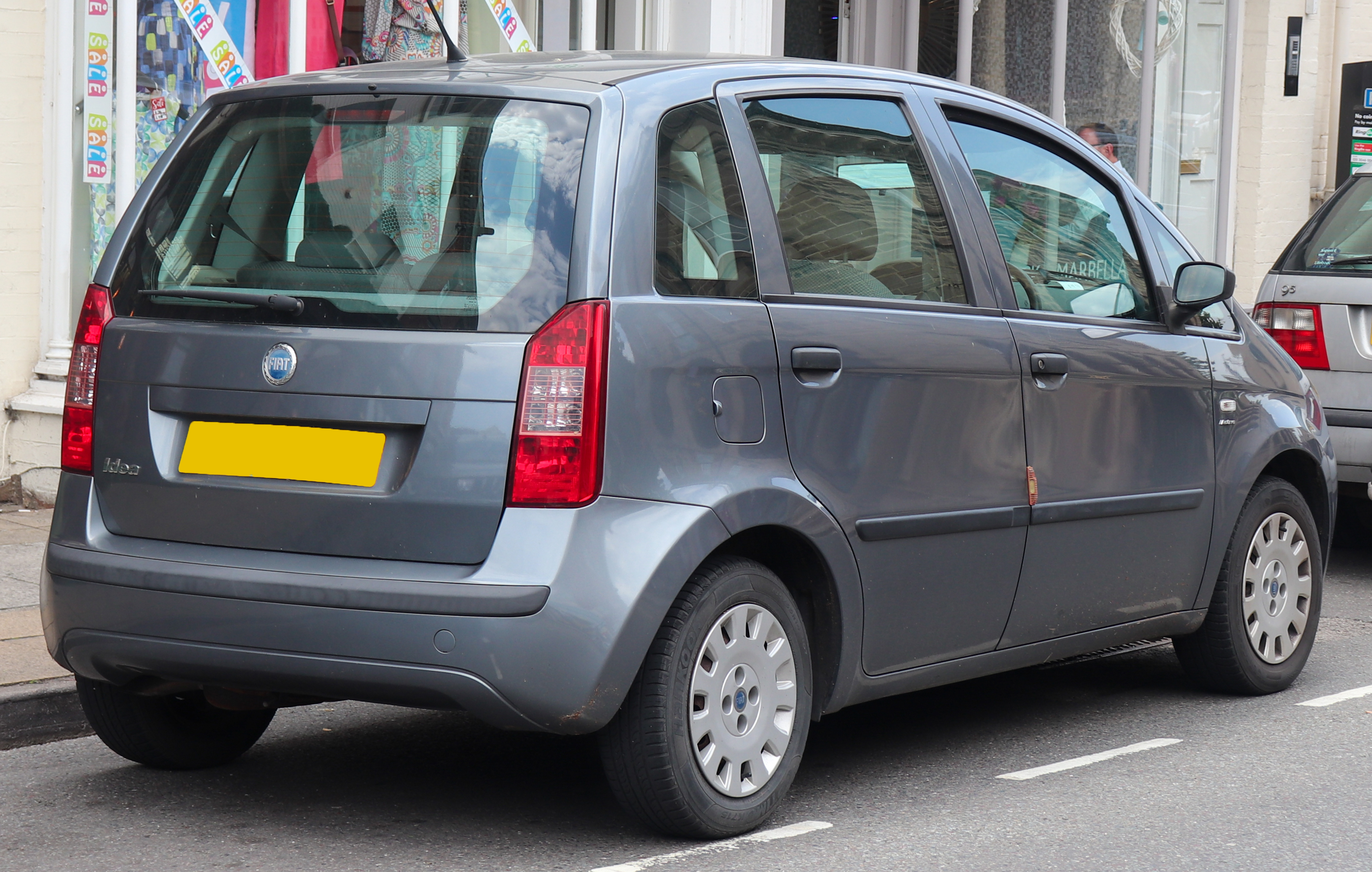

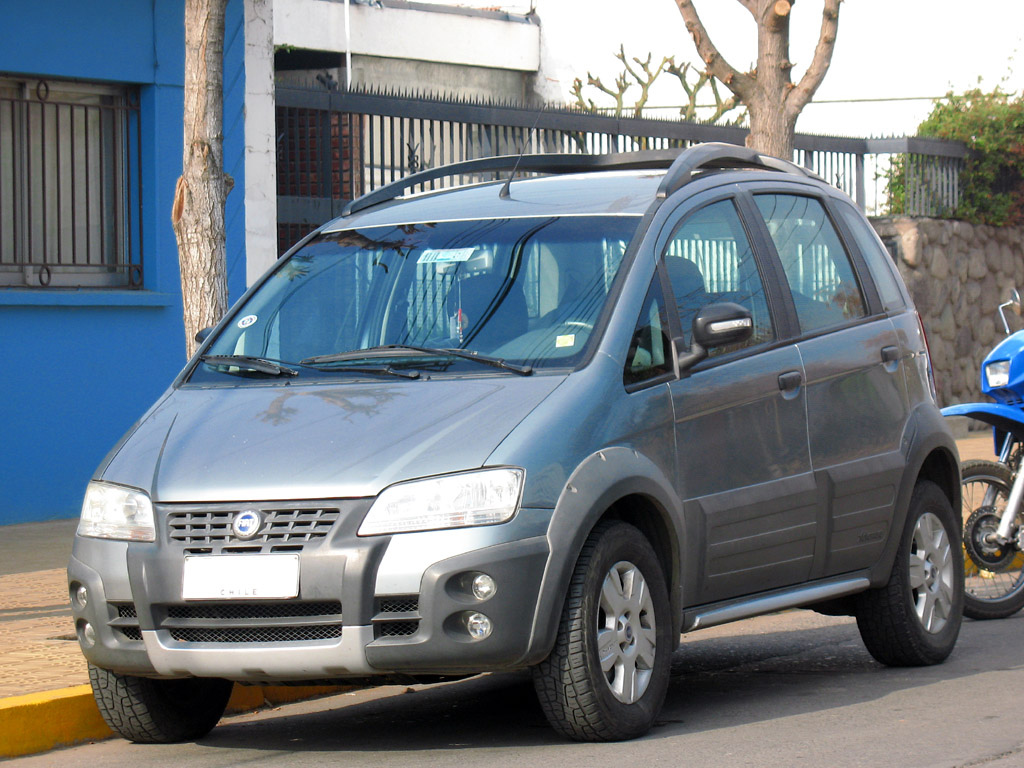
Fiat Idea 1.8 Adventure

Idea був задуманий, як компактний монооб'ємний MPV - тобто, щоб об'єднати керованість і компактні розміри автомобіля В-сегмента довжиною до чотирьох метрів зі збільшеною висотою, гнучкими сидіннями, можливістю конфігурації вантажу і універсальністю MPV.
Задні сидіння Idea поєднують в собі розділені/розкладні спинки 40:20:40 та спинки, що відкидаються на 60 градусів, з розділеною, складеною та розсувною основою сидінь 60:40 - задні сидіння зсуваються вперед або назад, щоб надати перевагу вантажному або пасажирському простору, відкидаються для комфортного відпочинку, а також складаються та перекидаються для розміщення максимального вантажу. Переднє пасажирське сидіння складається, щоб прийняти високі предмети, а 25 відсіків для зберігання розподілені по всьому салону. Сидіння Idea було спроектовано з використанням біометричних принципів, розроблених Антоніо Даль Монте в інституті спортивної медицини Італійського національного олімпійського комітету.
Стандартна комплектація включала шість подушок безпеки, кріплення Isofix, автоматичні дверні замки, протипожежну систему (інерційний вимикач паливного насоса і відсікач палива в баку; пластиковий паливний бак, стійкий до механічних впливів і вогню; електричні силові проводи, оснащені плавкими запобіжниками для відключення електроживлення при високій температурі; захисно розташовані з'єднання стартера і генератора змінного струму з абразивостійкими покриттями; та вогнестійке оздоблення салону), гальмівна система ABS з розподілом гальмівних зусиль та системою регулювання протиковзання, що обмежує пробуксовку коліс у разі погіршення зчеплення з дорогою, антипробуксовочна система, електронна система курсової стійкості, утримувач на підйомі, електричний підсилювач керма з регулюванням швидкості, розділене заднє сидіння 0-20-40 та система затримки світла фар, що продається під назвою Follow Me Home.
Опціонально можна було замовити панорамний люк, датчики паркування та двозонний клімат-контроль.

## Двигуни
Всі двигуни Fiat Idea відповідають стандарту Євро 4. Бензиновий двигун - 1,4-літровий 16-клапанний потужністю 95 к.с. (70 кВт; 94 к.с.), доступний з п'яти- та шестиступінчастою коробкою передач, а також дизельний 1,3-літровий 16-клапанний агрегат MultiJet потужністю 70 к.с. (51 кВт; 69 к.с.) або 90 к.с. (66 кВт; 89 к.с.). Всі ці двигуни можуть працювати в парі з 5-ступінчастою секвентальною механічною коробкою передач без зчеплення з можливістю вибору повністю автоматичного режиму - автоматизованою механічною коробкою передач, що продається під назвою Dualogic.
бензинові:
- 1.2 л FIRE I4
- 1.4 л FIRE I4
- 1.6 л E.torQ I4 (Бразилія)
- 1.8 л X18XE I4 (Бразилія)
- 1.8 л E.torQ I4 (Бразилія)

дизельні:
- 1.3 л Multijet I4
- 1.6 л Multijet I4
- 1.9 л F9Q Multijet I4